# 2014-es labdarúgó-világbajnokság-selejtező (UEFA – H csoport)
A 2014-es labdarúgó-világbajnokság európai selejtező, H csoportjának eredményeit tartalmazó lapja. A csoport sorsolását 2011. július 30-án tartották Rio de Janeiróban. A csoportban körmérkőzéses, oda-visszavágós rendszerben játszottak egymással a csapatok. A csoportelső automatikus résztvevője lett a 2014-es labdarúgó-világbajnokságnak, a csoport második helyezett a pótselejtezőn vehetett részt.
A csoportban Anglia, Montenegró, Ukrajna, Lengyelország, Moldova és San Marino szerepelt.

## Tabella
| Hely. | Csapat        | M  | Gy | D | V  | G+ | G– | Gk  | P  | Továbbjutás                         |     | Anglia | Ukrajna | Montenegró | Lengyelország | Moldova | San Marino |
| ----- | ------------- | -- | -- | - | -- | -- | -- | --- | -- | ----------------------------------- | --- | ------ | ------- | ---------- | ------------- | ------- | ---------- |
| 1.    | Anglia        | 10 | 6  | 4 | 0  | 31 | 4  | +27 | 22 | Kijutott a 2014-es világbajnokságra |     | —      | 1–1     | 4–1        | 2–0           | 4–0     | 5–0        |
| 2.    | Ukrajna       | 10 | 6  | 3 | 1  | 28 | 4  | +24 | 21 | Továbbjutott a második fordulóba    |     | 0–0    | —       | 0–1        | 1–0           | 2–1     | 9–0        |
| 3.    | Montenegró    | 10 | 4  | 3 | 3  | 18 | 17 | +1  | 15 |                                     |     | 1–1    | 0–4     | —          | 2–2           | 2–5     | 3–0        |
| 4.    | Lengyelország | 10 | 3  | 4 | 3  | 18 | 12 | +6  | 13 |                                     | 1–1 | 1–3    | 1–1     | —          | 2–0           | 5–0     |            |
| 5.    | Moldova       | 10 | 3  | 2 | 5  | 12 | 17 | −5  | 11 |                                     | 0–5 | 0–0    | 0–1     | 1–1        | —             | 3–0     |            |
| 6.    | San Marino    | 10 | 0  | 0 | 10 | 1  | 54 | −53 | 0  |                                     | 0–8 | 0–8    | 0–6     | 1–5        | 0–2           | —       |            |

## Mérkőzések
A mérkőzéseket 2012. szeptember 7-e és 2013. október 15-e között játszották le. A pontos menetrendről az országok labdarúgó-szövetségei 2011. november 23-án Varsóban egyeztettek.
Valamennyi mérkőzés kezdési időpontja helyi idő szerint van feltüntetve, az egyezményes koordinált világidőhöz (UTC) viszonyítva.
| 2012. szeptember 7. 21:45 (UTC+3) |

| Moldova | 0–5               | Anglia                                                    |
| ------- | ----------------- | --------------------------------------------------------- |
|         | (0–3) Jegyzőkönyv | Lampard 3' (11-esből) 29' Defoe 32' Milner 74' Baines 83' |

| Zimbru Stadion, Chișinău Nézőszám: 10 250 Játékvezető: Pol van Boekel (holland) |

| 2012. szeptember 7. 20:30 (UTC+2) |

| Montenegró                                   | 2–2               | Lengyelország                                              |
| -------------------------------------------- | ----------------- | ---------------------------------------------------------- |
| Drinčić 27' Vučinić 45+3' Pavićević 67′, 69′ | (2–1) Jegyzőkönyv | Błaszczykowski 5' (11-esből) Mierzejewski 54' Obraniak 73′ |

| Stadion Pod Goricom, Podgorica Nézőszám: 11 420 Játékvezető: Kristinn Jakobsson (izlandi) |

| 2012. szeptember 11. 20:30 (UTC+2) |

| San Marino | 0–6               | Montenegró                                                  |
| ---------- | ----------------- | ----------------------------------------------------------- |
|            | (0–2) Jegyzőkönyv | Đorđević 24' Bećiraj 26' 51' Zverotić 69' Delibašić 78' 82' |

| Stadio Olimpico, Serravalle Nézőszám: 1947 Játékvezető: Neil Doyle (ír) |

| 2012. szeptember 11. 20:45 (UTC+2) |

| Lengyelország                                | 2–0               | Moldova |
| -------------------------------------------- | ----------------- | ------- |
| Błaszczykowski 33' (11-esből) Wawrzyniak 81' | (1–0) Jegyzőkönyv |         |

| Stadion Miejski, Wrocław Nézőszám: 26 145 Játékvezető: Ilias Spathas (görög) |

| 2012. szeptember 11. 20:00 (UTC+1) |

| Anglia                             | 1–1               | Ukrajna         |
| ---------------------------------- | ----------------- | --------------- |
| Lampard 87' (11-esből) Gerrard 88′ | (0–1) Jegyzőkönyv | Konopljanka 38' |

| Wembley Stadion, London Nézőszám: 68 102 Játékvezető: Cüneyt Çakır (török) |

| 2012. október 12. 20:00 (UTC+1) |

| Anglia                                                           | 5–0               | San Marino |
| ---------------------------------------------------------------- | ----------------- | ---------- |
| Rooney 35' (11-esből) 70' Welbeck 37' 72' Oxlade-Chamberlain 77' | (2–0) Jegyzőkönyv |            |

| Wembley Stadion, London Nézőszám: 86 645 Játékvezető: Gediminas Mažeika (litván) |

| 2012. október 12. 21:00 (UTC+3) |

| Moldova | 0–0         | Ukrajna |
| ------- | ----------- | ------- |
|         | Jegyzőkönyv |         |

| Zimbru Stadion, Chişinău Nézőszám: 12 500 Játékvezető: Clément Turpin (francia) |

| 2012. október 16. 21:00 (UTC+3) |

| Ukrajna | 0–1               | Montenegró     |
| ------- | ----------------- | -------------- |
|         | (0–1) Jegyzőkönyv | Damjanović 45' |

| Olimpiai Stadion, Kijev Nézőszám: 50 597 Játékvezető: Michael Koukoulakis (görög) |

| 2012. október 16. 20:30 (UTC+2) |

| San Marino | 0–2               | Moldova                          |
| ---------- | ----------------- | -------------------------------- |
|            | (0–0) Jegyzőkönyv | Dadu 72' (11-esből) Epureanu 78' |

| Olimpiai Stadion, Serravalle Nézőszám: 736 Játékvezető: Marios Panayi (ciprusi) |

| 2012. október 17. 17:00 (UTC+2) |

| Lengyelország | 1–1               | Anglia     |
| ------------- | ----------------- | ---------- |
| Glik 70'      | (0–1) Jegyzőkönyv | Rooney 31' |

| Nemzeti Stadion, Varsó Nézőszám: 47 000 Játékvezető: Gianluca Rocchi (olasz) |

| 2012. november 14. 18:00 (UTC+1) |

| Montenegró                     | 3–0               | San Marino |
| ------------------------------ | ----------------- | ---------- |
| Delibašić 14' 31' Zverotić 68' | (2–0) Jegyzőkönyv |            |

| Stadion Pod Goricom, Podgorica Nézőszám: 7158 Játékvezető: Szabó Sándor (magyar) |

| 2013. március 22. 21:30 (UTC+2) |

| Moldova           | 0–1               | Montenegró                  |
| ----------------- | ----------------- | --------------------------- |
| Gatcan 90′, 90+1′ | (0–0) Jegyzőkönyv | Vučinić 78' Peković 9′, 61′ |

| Zimbru Stadion, Chişinău Játékvezető: Daniele Orsato (olasz) |

| 2013. március 22. 20:45 (UTC+1) |

| Lengyelország | 1–3               | Ukrajna                             |
| ------------- | ----------------- | ----------------------------------- |
| Piszczek 18'  | (1–3) Jegyzőkönyv | Yarmolenko 2' Husyev 7' Zozulya 45' |

| Stadion Narodowy, Varsó Nézőszám: 55 565 Játékvezető: Pavel Královec (cseh) |

| 2013. március 22. 21:00 (UTC+1) |

| San Marino | 0–8               | Anglia |
| ---------- | ----------------- | --- |
|            | (0–5) Jegyzőkönyv | Della Valle 12' (öngól) Oxlade-Chamberlain 29' Defoe 35' 77' Young 39' Lampard 42' Rooney 54' Sturridge 70' |

| Olimpiai Stadion, Serravalle Nézőszám: 4952 Játékvezető: Alain Bieri (svájci) |

| 2013. március 26. 21:00 (UTC+2) |

| Ukrajna                                        | 2–1               | Moldova     |
| ---------------------------------------------- | ----------------- | ----------- |
| Yarmolenko 61' Khacheridi 71' Stepanenko 90+2′ | (0–0) Jegyzőkönyv | Suvorov 80' |

| Chornomorets Stadium, Odessa Nézőszám: 31 948 Játékvezető: Kenn Hansen (dán) |

| 2013. március 26. 20:45 (UTC+1) |

| Lengyelország                                                                       | 5–0               | San Marino |
| ----------------------------------------------------------------------------------- | ----------------- | ---------- |
| Lewandowski 21' (11-esből) 50' (11-esből) Piszczek 28' Teodorczyk 61' Kosecki 90+2' | (2–0) Jegyzőkönyv |            |

| Stadion Narodowy, Varsó Nézőszám: 43 008 Játékvezető: Ken Henry Johnsen (norvég) |

| 2013. március 26. 21:00 (UTC+1) |

| Montenegró     | 1–1               | Anglia    |
| -------------- | ----------------- | --------- |
| Damjanović 75' | (0–1) Jegyzőkönyv | Rooney 6' |

| Stadion Pod Goricom, Podgorica Nézőszám: 11 300 Játékvezető: Jonas Eriksson (svéd) |

| 2013. június 7. 21:15 (UTC+3) |

| Moldova       | 1–1               | Lengyelország     |
| ------------- | ----------------- | ----------------- |
| Sidorenco 36' | (1–0) Jegyzőkönyv | Błaszczykowski 6' |

| Zimbru Stadion, Chişinău Nézőszám: 8726 Játékvezető: Fernando Teixeira Vitienes (spanyol) |

| 2013. június 7. 20:30 (UTC+2) |

| Montenegró | 0–4               | Ukrajna                                               |
| ---------- | ----------------- | ----------------------------------------------------- |
|            | (0–0) Jegyzőkönyv | Garmash 51' Konoplyanka 77' Fedetskiy 84' Bezus 90+3' |

| Stadion Pod Goricom, Podgorica Nézőszám: 11 996 Játékvezető: Manuel Gräfe (német) |

| 2013. szeptember 6. 21:00 (UTC+3) |

| Ukrajna | 9–0               | San Marino |
| --- | ----------------- | ---------- |
| Dević 11' Seleznyov 26' Edmar 32' Khacheridi 45+1' 54' Konoplyanka 50' Bezus 63' Fedetskiy 75' Rakitskiy 90+4' | (4–0) Jegyzőkönyv |            |

| Arena Lviv, Lviv Nézőszám: 34 190 Játékvezető: Neil Doyle (ír) |

| 2013. szeptember 6. 20:45 (UTC+2) |

| Lengyelország   | 1–1               | Montenegró     |
| --------------- | ----------------- | -------------- |
| Lewandowski 16' | (1–1) Jegyzőkönyv | Damjanović 12' |

| Stadion Narodowy, Varsó Nézőszám: 45 652 Játékvezető: Björn Kuipers (holland) |

| 2013. szeptember 6. 20:00 (UTC+1) |

| Anglia                                    | 4–0               | Moldova |
| ----------------------------------------- | ----------------- | ------- |
| Gerrard 12' Lambert 26' Welbeck 45+1' 50' | (3–0) Jegyzőkönyv |         |

| Wembley Stadion, London Nézőszám: 61 607 Játékvezető: Ivan Kružliak (szlovák) |

| 2013. szeptember 10. 20:45 (UTC+2) |

| San Marino      | 1–5               | Lengyelország                                                    |
| --------------- | ----------------- | ---------------------------------------------------------------- |
| Della Valle 22' | (1–3) Jegyzőkönyv | Zieliński 10' 66' Błaszczykowski 23' Sobota 34' Mierzejewski 75' |

| Olimpiai Stadion, Serravalle Nézőszám: 1597 Játékvezető: Marco Borg (máltai) |

| 2013. szeptember 10. 21:45 (UTC+3) |

| Ukrajna | 0–0         | Anglia |
| ------- | ----------- | ------ |
|         | Jegyzőkönyv |        |

| Olympic Stadium, Kijev Nézőszám: 69 890 Játékvezető: Pedro Proença (portugál) |

| 2013. október 11. 19:00 (UTC+3) |

| Moldova                      | 3–0               | San Marino |
| ---------------------------- | ----------------- | ---------- |
| Frunză 55' Sidorenco 59' 89' | (0–0) Jegyzőkönyv |            |

| Zimbru Stadion, Chişinău Nézőszám: 7348 Játékvezető: Ignasi Villamayor Rozados (andorrai) |

| 2013. október 11. 21:00 (UTC+3) |

| Ukrajna        | 1–0               | Lengyelország |
| -------------- | ----------------- | ------------- |
| Yarmolenko 64' | (0–0) Jegyzőkönyv |               |

| Metalist Stadium, Kharkiv Nézőszám: 39 126 Játékvezető: Jonas Eriksson (svéd) |

| 2013. október 11. 20:00 (UTC+1) |

| Anglia                                                                  | 4–1               | Montenegró     |
| ----------------------------------------------------------------------- | ----------------- | -------------- |
| Rooney 48' Bošković 62' (öngól) Townsend 78' Sturridge 90+3' (11-esből) | (0–0) Jegyzőkönyv | Damjanović 71' |

| Wembley Stadion, London Nézőszám: 83 807 Játékvezető: Alberto Undiano Mallenco (spanyol) |

| 2013. október 15. 20:00 (UTC+1) |

| Anglia                 | 2–0               | Lengyelország |
| ---------------------- | ----------------- | ------------- |
| Rooney 41' Gerrard 88' | (1–0) Jegyzőkönyv |               |

| Wembley Stadion, London Nézőszám: 85 186 Játékvezető: Damir Skomina (szlovén) |

| 2013. október 15. 21:00 (UTC+2) |

| Montenegró                   | 2–5               | Moldova                                             |
| ---------------------------- | ----------------- | --------------------------------------------------- |
| Jovetić 55' (11-esből) 90+1' | (0–1) Jegyzőkönyv | Antoniuc 28' 89' Armaș 62' Sidorenco 64' Ioniță 73' |

| Stadion Pod Goricom, Podgorica Nézőszám: 5770 Játékvezető: Robert Schörgenhofer (osztrák) |

| 2013. október 15. 21:00 (UTC+2) |

| San Marino | 0–8               | Ukrajna                                                                                         |
| ---------- | ----------------- | ----------------------------------------------------------------------------------------------- |
|            | (0–3) Jegyzőkönyv | Seleznyov 13' (11-esből) 18' Dević 15' 51' 57' (11-esből) Yarmolenko 55' Bezus 65' Mandzyuk 80' |

| Olimpiai Stadion, Serravalle Nézőszám: 1268 Játékvezető: Harald Lechner (osztrák) |